# Tacuarembó (tỉnh)
Tacuarembó Tacuarembó là một tỉnh của Uruguay. Tỉnh này có diện tích 15.438 km², dân số là   90.489 người. Tỉnh lỵ đóng ở Tacuarembó.

## Thông tin dân số
Theo điều tra dân số năm 2004, có 90.489 người và 28.054 hộ trong tỉnh này. Số người bình quân mỗi hộ là 3,2. Cứ mỗi 100 nữ giới, có 99,5 nam giới.
- Tỷ lệ tăng dân số: -0,029% (2004)
- Tỷ lệ sinh: 18,36 số người được sinh/1000 người (2004)
- Tỷ lệ tử vong: 9,00 số người chết/1000 người
- Tuổi bình quân: 29,7 (28,3 nam giới, 31,1 nữ giới)
- Tuổi thọ bình quân(2004):

- Tỷ lệ con/bà mẹ: 2,74 con/bà mẹ
- Thu nhập đầu người ở thành thị (các thành phố có 5.000 người hoặc hơn): 3.594,8 peso/tháng

### Các trung tâm đô thị chính
(Các thị xã hoặc các thành phố với 1000 dân đăng ký hoặc hơn - - số liệu từ cuộc điều tra dân số năm 2004, trừ phi nêu khác đi)
| Thành phố/Thị xã         | Dân số       |
| ------------------------ | ------------ |
| Ansina                   | 1.930 (1996) |
| Paso Bonilla             | 1.000 (1996) |
| Paso de los Toros        | 13.459       |
| San Gregorio del Polanco | 3.096        |
| Tacuarembó               | 42.580       |
| Tambores                 | 1.479 (1996) |